# لینگوئینی

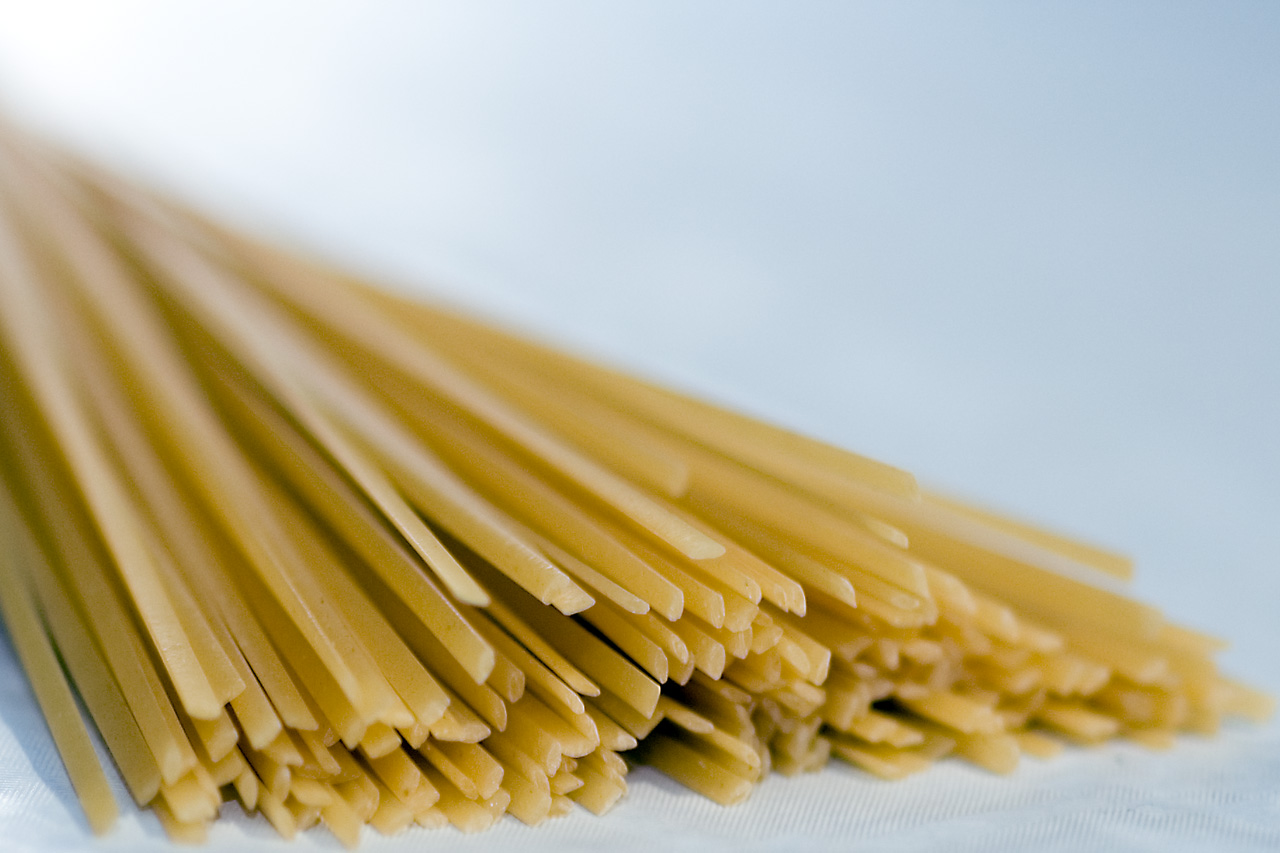
پاستا لینگوئینی

لینگوئینی (به ایتالیایی: Linguine به‌معنای زبان‌های کوچک) که گاه به آن «اسپاگتی تخت» (به انگلیسی: Flat Spaghetti) نیز گفته می‌شود نوعی پاستای بلند مربوط به ناحیهٔ کامپانیای ایتالیاست که مانند فتوچینی صاف و تخت بوده اما از نظر پهنا تقریباً به باریکی اسپاگتی است. اگر لینگوئینی خیلی باریک باشد آن را لینگوئتین (به ایتالیایی: Linguettine) می‌نامند.
لینگوئینی برخلاف اسپاگتی که بیشتر با ترکیبات گوشت و گوجه‌فرنگی خورده می‌شود، معمولاً با غذاهای دریایی یا سس پستو سرو می‌شود. «لینگوئینی و صدف» (به ایتالیایی: Linguine alle vongole) یکی از انواع این غذاهاست.